# Пікстаун (Південна Дакота)
Пікстаун (англ. Pickstown) — місто (англ. town) в США, в окрузі Чарлз-Мікс штату Південна Дакота. Населення — 230 осіб (2020).

## Географія
Пікстаун розташований за координатами 43°4′4″ пн. ш. 98°31′48″ зх. д. / 43.06778° пн. ш. 98.53000° зх. д. (43.067800, -98.530072).  За даними Бюро перепису населення США в 2010 році місто мало площу 1,68 км², уся площа — суходіл. В 2017 році площа становила 1,58 км², уся площа — суходіл.

### Клімат
| Клімат : Пікстаун     | Клімат : Пікстаун | Клімат : Пікстаун | Клімат : Пікстаун | Клімат : Пікстаун | Клімат : Пікстаун | Клімат : Пікстаун | Клімат : Пікстаун | Клімат : Пікстаун | Клімат : Пікстаун | Клімат : Пікстаун | Клімат : Пікстаун | Клімат : Пікстаун | Клімат : Пікстаун |
| Показник              | Січ.              | Лют.              | Бер.              | Квіт.             | Трав.             | Черв.             | Лип.              | Серп.             | Вер.              | Жовт.             | Лист.             | Груд.             | Рік               |
| Середній максимум, °C | −0,6              | 2,2               | 7,8               | 16,1              | 22,2              | 27,8              | 31,1              | 30,6              | 25,0              | 17,8              | 8,3               | 1,7               | 15,6              |
| Середній мінімум, °C  | −12,8             | −10               | −4,4              | 2,2               | 8,9               | 14,4              | 17,2              | 16,7              | 11,1              | 4,4               | −3,3              | −9,4              | 2,8               |
| Норма опадів, мм      | 10                | 15                | 36                | 66                | 81                | 94                | 66                | 64                | 61                | 43                | 23                | 15                | 572               |
| --------------------- | ----------------- | ----------------- | ----------------- | ----------------- | ----------------- | ----------------- | ----------------- | ----------------- | ----------------- | ----------------- | ----------------- | ----------------- | ----------------- |
| Джерело: Weatherbase  |                   |                   |                   |                   |                   |                   |                   |                   |                   |                   |                   |                   |                   |

## Демографія
Згідно з переписом 2010 року, у місті мешкала 201 особа в 93 домогосподарствах у складі 62 родин. Густота населення становила 120 осіб/км².  Було 114 помешкання (68/км²).
Расовий склад населення:
| - 82,6 % — білих - 10,4 % — корінних американців - 0,5 % — азіатів |

До двох чи більше рас належало 6,5 %. Частка іспаномовних становила 1,0 % від усіх жителів.
За віковим діапазоном населення розподілялося таким чином: 17,4 % — особи молодші 18 років, 60,7 % — особи у віці 18—64 років, 21,9 % — особи у віці 65 років та старші. Медіана віку мешканця становила 51,2 року. На 100 осіб жіночої статі у місті припадало 99,0 чоловіків;  на 100 жінок у віці від 18 років та старших — 100,0 чоловіків також старших 18 років.
Середній дохід на одне домашнє господарство  становив 62 980 доларів США (медіана — 62 813), а середній дохід на одну сім'ю — 68 552 долари (медіана — 63 125). За межею бідності перебувало 14,1 % осіб, у тому числі 15,0 % дітей у віці до 18 років та 7,5 % осіб у віці 65 років та старших.
Цивільне працевлаштоване населення становило 102 особи. Основні галузі зайнятості: освіта, охорона здоров'я та соціальна допомога — 40,2 %, транспорт — 17,6 %, мистецтво, розваги та відпочинок — 11,8 %, публічна адміністрація — 7,8 %.